# Reinoud II van Clermont
Reinoud II van Clermont ook bekend als Reinoud van Beauvais (circa 1075 - 1152) was van 1101 tot aan zijn dood graaf van Clermont.

## Levensloop
Reinoud was de zoon van graaf Hugo I van Clermont en Margaretha van Roucy, dochter van graaf Hilduin IV van Montdidier.
Tijdens de Eerste Kruistocht diende hij in het leger van graaf Hugo I van Vermandois, de broer van koning Filips I van Frankrijk. Hij nam deel aan het Beleg van Nicea en aan de Slag bij Dorylaeum. 
Reinoud II stierf in 1152 en werd als graaf van Clermont opgevolgd door zijn zoon Rudolf I.

## Huwelijken en nakomelingen
In 1103 huwde Reinoud met gravin Adelheid van Vermandois (overleden tussen 1120 en 1124), dochter van graaf Herbert IV van Vermandois. Ze kregen een dochter: 
- Margaretha (1104/1105-1145), huwde eerst met graaf Karel de Goede van Vlaanderen, daarna met graaf Hugo II van Saint-Pol en vervolgens met Boudewijn van Encre

Reinoud huwde een tweede maal met een vrouw wier identiteit onbekend gebleven is. Ze kregen vier kinderen:
- Rudolf I (overleden in 1191), graaf van Clermont
- Simon (overleden in 1189), heer van Nesle en Ailly-sur-Noye
- Stefanus
- Mathilde (overleden in 1200), huwde met graaf Alberic III van Dammartin

In 1129 huwde hij met zijn derde echtgenote Clementia, dochter van graaf Reinoud I van Bar. Ze kregen zes kinderen:
- Reinoud
- Hugo (overleden in 1200), abt van Creil, kanunnik in Toul en aartsdeken van Ligny
- Gwijde
- Wouter
- Margaretha, huwde met Gwijde III van Senlis, grootkamerheer van Frankrijk
- Constance, huwde met Roger de La Tournelle